# عزالدین حسن اربلی
عزالدین حسن اربلی همچنین شهرت یافته به حسن اربلی ضریر (نابینا) (۱۱۹۰ - ۱۲۶۲م)ادیب و شاعر عراقی در سدهٔ هفتم هجری که به علوم فلسفی نیز دانا بود. در شعر او را «خبیثِ هجوگو» گفته‌اند.    